# مایکل بل (هنرپیشه)
مایکل بل (انگلیسی: Michael Bell؛ زادهٔ ۳۰ ژوئیهٔ ۱۹۳۸) یک هنرپیشه، و صدا پیشه اهل ایالات متحده آمریکا است. وی از سال ۱۹۵۷ میلادی تاکنون مشغول فعالیت بوده‌است.
از فیلم‌ها یا برنامه‌های تلویزیونی که وی در آن نقش داشته است می‌توان به به سوی خانه ۲ و چگونه بر هزینه‌های بالای زندگی غلبه کنیم اشاره کرد.